# Eugen Gugel
Eugen Heinrich Gugel (Bergzabern, 26 maart 1832 – Den Haag, 1905) was een Duits architect en de eerste hoogleraar bouwkunde aan de Polytechnische school te Delft .
Gugel begon in zijn vroege jaren in Rijnland-Palts als bouwmeester bij de spoorwegen en werkte mee aan de bouw van enige paleizen. Hij kwam naar Nederland om de eerste bouwkunde professor te worden aan de Polytechnische school te Delft, in 1864. Hij ontwierp in Nederland zelf diverse gebouwen.
Gugel was leermeester van verschillende prominente architecten, onder wie de Nijmeegse stadsarchitect J.J. Weve, architect C. Muysken en hoofdingenieur bij justitie W.C. Metzelaar. Zijn boeken zijn ook decennialang in het bouwkundig onderwijs gebruikt.

## Levensloop

### Jeugd, opleiding en eerste werk als architect
Gugel was de jongste zoon van acht kinderen van Eugen Albert Gugel en Katharina Luise Hesz. Zijn vader vervulde het ambt van Beierse Landkommissär in het Bezirk Amtmann. Toen zijn vader naar Zweibrücken was overgeplaatst, bezocht Gugel daar het gymnasium en van 1850-1856 de Polytechnische school en de Academie van Beeldende Kunsten te München. Hij onderscheidde zich daar en behoorde tot de beste leerlingen van professor en architect Ludwig Lange.
Na afronding van zijn studie vond hij werk in München op het bureau voor de aanleg van de staatsspoorwegen van het Koninkrijk Beieren. Hij werd belast met de bouw van stations voor de Brennerspoorlijn op de lijn van Rosenheim naar Innsbruck.
Gugel werkte verder als architect aan de uitvoering van gerechtsgebouwen in Neder-Beieren, en bij het ontwerpen van een zomerpaleis aan de Starnberger See voor de koning van Beieren, Maximiliaan II, volgens de plannen van August von Voit. De dood van de koning maakte echter aan dit laatste een einde.

### Hoogleraar aan de Polytechnische school te Delft
Onder het bewind van koning Lodewijk II van Beieren werd Gugel belast met de uitvoering van een uitbreiding aan het slot Berg eveneens aan de Starnberger See. Van lange duur waren zijn werkzaamheden echter niet, want bij Koninklijk Besluit van 14 augustus 1864, werd hij benoemd tot hoogleraar in de schone bouwkunst aan de Polytechnische school te Delft. De Koninklijke Akademie te Delft veranderde in 1864 van naam in Polytechnische school. Thorbecke had hierover eerst Gugels vroegere leermeester prof. Lange geraadpleegd, die in de internationale wedstrijd voor een gebouw van de Staten-Generaal was bekroond.

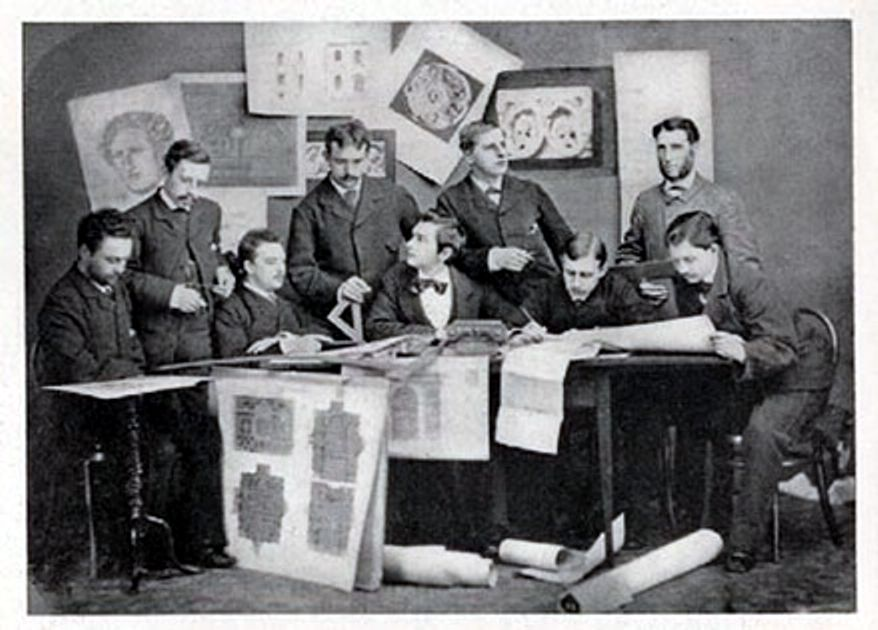
Klas van professor Gugel aan Polytechnische School, 1881

Gugel heeft het ambt tot aan zijn pensioen bijna 40 jaar vervuld. Hij verliet op 2 juli 1902 de Polytechnische school en vestigde zich te 's-Gravenhage. Vóór Gugels verschijnen aan de Polytechnische school was het onderwijs in de bouwkunde nihil. Oud-student C.T.J. Louis Rieber zei hierover in 1902:
Voorwaar dus geen aanlokkelijke en gemakkelijke taak voor den nauwelijks 32-jarigen architect, om, zonder steun van het werk van een voorganger en in een hem vreemde omgeving, in een zeer gewichtig ambt op te treden. Hoezeer een leermeester in zulk een zaak slaagt, kunnen leerlingen het beste beoordeelen.
Onder leiding van Gugel zijn veel bouwkundige ingenieurs afgestudeerd. Een deel van hen ging als werk als architect, een andere deel als docent in het middelbaar tekenonderwijs. Deze laatste groep behaalde onder Gugel de middelbare akte om onderwijs te mogen geven in de opgekomen tekenscholen, een voorloper van de middelbare technische school. Hij werd bij zijn 25-jarig ambtsjubileum op 5 september 1889 en bij zijn zeventigste verjaardag op 26 maart 1902 door zijn leerlingen en vrienden gehuldigd. Bij die verjaardag werd hem door de Amsterdamse beeldhouwer een gouden gedenkpenning aangeboden, die door Edema van der Tuuk was ontworpen.

## Werk

### De voornaamste bouwwerken

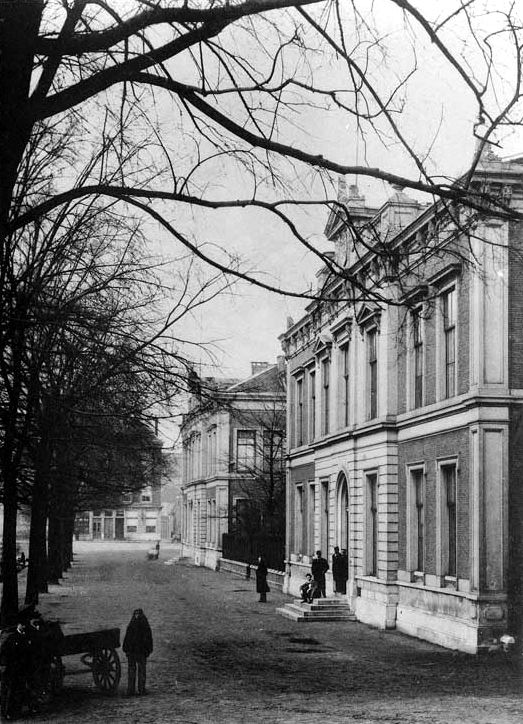
Westvest 9 met er achter Westvest 7, Delft, 1874

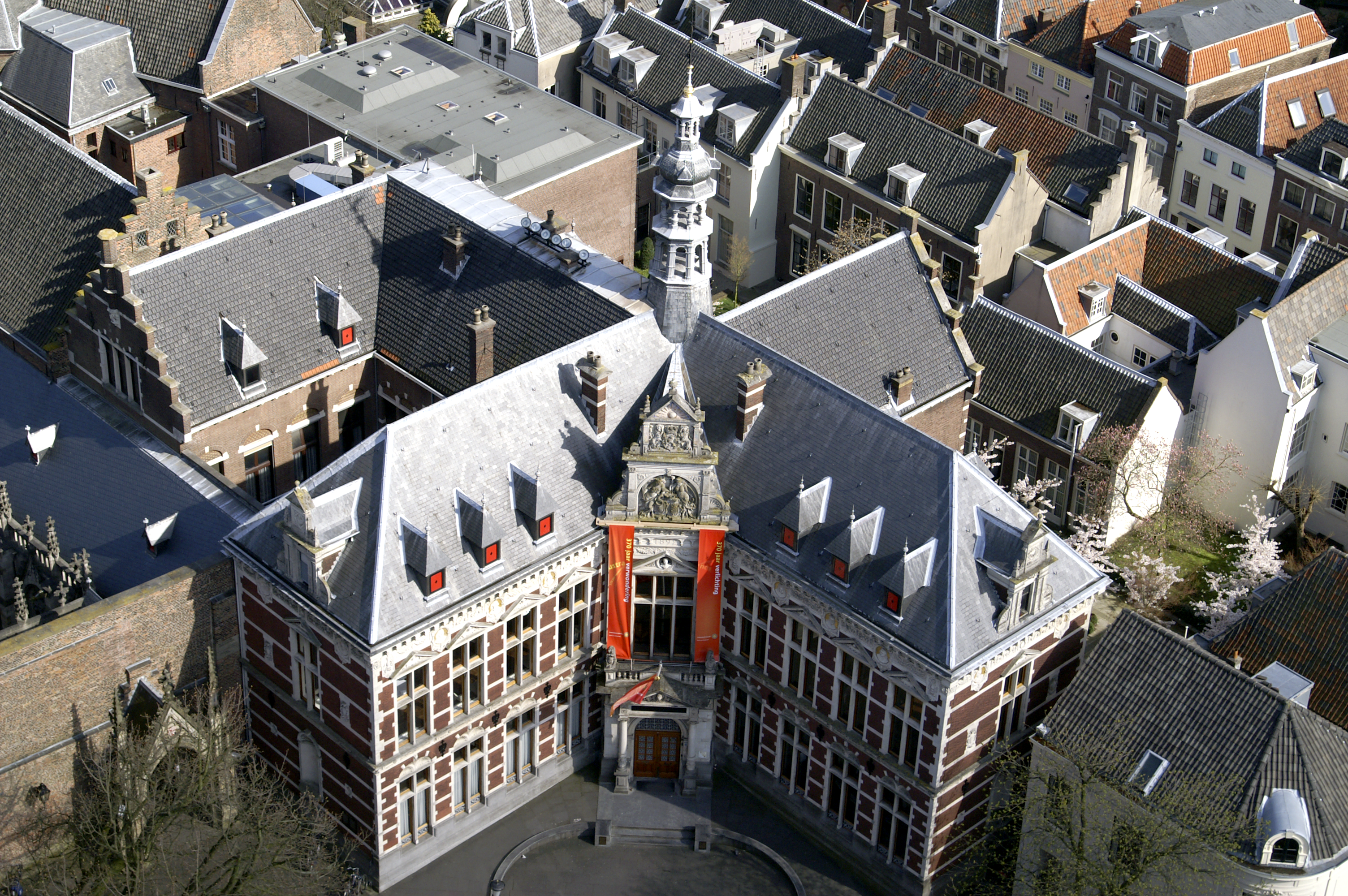
Academiegebouw, 1892

De voornaamste bouwwerken van Gugel zijn:
- het gebouw voor de physica voor de Polytechnische School te Delft aan de Westvest 7 (1874),
- het Gebouw voor Kunsten en Wetenschappen te 's Gravenhage (1875-76),
- de studenten-sociëteit van LSV Minerva te Leiden (1875), afgebrand 2 op 3 december 1959,
- voor den heer van Marken ontwierp hij verschillende plannen voor het Agnetapark te Delft (1882), en
- met P.J.H. Cuypers vervaardigde hij het ontwerp voor de nieuwe torenspits van de Nieuwe Kerk te Delft, die in 1877 werd voltooid.

Zowel voor het rijksdaggebouw te Berlijn als voor de Beurs te Frankfurt am Main leverde hij monumentale ontwerpen. Zijn plan voor een kurhaus met badhotel te Baden in Zwitserland werd bekroond. Het door hem in opdracht der regering vervaardigde plan voor een nieuw universiteitsgebouw in Leiden is niet tot uitvoering kunnen komen.
Zijn laatste veelomvattend werk is het Academiegebouw, Domplein 29 te Utrecht (1892) geweest, ontworpen en uitgevoerd met de architect en directeur van gemeentewerken F.J' Nieuwenhuis, een voormalig student in Delft.
Voor Rotterdam ontwierp hij met beeldhouwer E. Lacomblé het Stieltjesmonument, dat in 1884 op het Noordereiland in Rotterdam werd onthuld.

### Geschriften
Als schrijver heeft Gugel een grote naam verworven. Behalve talrijke publicaties in verschillende bouwkundige tijdschriften gaf hij uit Geschiedenis van de bouwstijlen in de hoofdtijdperken der architectuur (Arnhem 1871), dat enkele malen werd herdrukt.
Hij schreef ook Architectonische vormleer. Het eerste deel handelde over de vormen van de buitenordonnantiën, het tweede deel over de vormen van de binnen-ordonnantiën, het derde deel over de beginselen van het projecteren, en het vierde deel over hand- en vakwerkbouw.

### Overige werkzaamheden

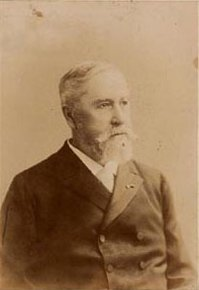
Eugen Gugel, 1902.

Gugel was lid van diverse commissies. Herhaaldelijk trad hij op als beoordelaar van prijsvragen, jaren achtereen was hij lid en voorzitter van de examencommissie voor het middelbaar onderwijs in rechtlijnig tekenen, handtekenen, en boetseren, en hij had zitting in de commissie van rijksadviseurs voor de monumenten van geschiedenis en kunst.
Hij was erelid van de Maatschappij tot Bevordering der bouwkunst en van het genootschap ‘Architectura et Amicitia’, wat aangeeft hoe Gugel in vakkringen gezien was.
Oud-leerlingen, vrienden en vereerders van wijlen Gugel onthulden op 8 januari 1908 een monument, aan het begin van de gang die tot de collegezalen toegang geeft, waar hij eenmaal les gaf. Het gedenkteken bestaat uit een in een rand van marmer gevatte groen bronzen plaquette met in vergulde letters de inscriptie: Anno 1907. Ter herinnering aan Eugen Gugel, architect, hoogleeraar aan de Polytechnische school 1863-1902.

## Publicaties, een selectie
- (nl)  Bayerische Staatsbibliothek. Geschiedenis van de bouwstijlen in de hoofdtijdperken der architectuur, deel 1 en 2, 1869. alle bladzijden apart, heruitgave 1886 en 1903
- De Akademiën en het kunstonderwijs, 1869.
- Architectonische vormleer, deel 1 1880, deel 2 1887, deel 3 1887 en deel 4 1888.

- Biografisch Portaal: 24488951
- Digitale Bibliotheek voor de Nederlandse Letteren: guge001
- Gemeinsame Normdatei: 1078510164
- International Standard Name Identifier: 0000 0004 1821 8884
- RKD-Nederlands Instituut voor Kunstgeschiedenis: 212564
- Union List of Artist Names: 500318921
- Virtual International Authority File: 305191113